# George Adam
George James Adam (nacido el 8 de junio de 1969) es un político escocés que se desempeña como Ministro de Asuntos Parlamentarios desde 2021. Miembro del Partido Nacional Escocés (SNP), ha sido miembro del Parlamento escocés (MSP) por Paisley desde 2011.  
Adam se postuló sin éxito como candidato del SNP para Paisley North en las elecciones al Parlamento escocés de 2003. En 2007, fue elegido miembro del Consejo de Renfrewshire, en representación del distrito de Paisley South hasta 2012. Adam se postuló para la nueva circunscripción de Paisley en las elecciones de 2011 y esta vez fue elegido para el Parlamento escocés. Fue reelegido en las elecciones de 2016 y 2021, cumpliendo tres mandatos. Adam fue nombrado Ministro de Asuntos Parlamentarios por Nicola Sturgeon, en su tercer gobierno.

## Primeros años y carrera
George James Adam nació el 8 de junio de 1969 en Elderslie, Renfrewshire, en el oeste de Escocia. Se unió al SNP al final de su adolescencia y ha sido un miembro activo en Paisley desde finales de la década de 1980. En las elecciones al Parlamento escocés de 2003 se presentó como candidato del Partido Nacional Escocés en Paisley North, pero no tuvo éxito con el Partido Laborista en el puesto. Trabajó en la industria del motor como Gerente de Ventas Corporativas antes de ser elegido miembro del Concejo de Renfrewshire de Paisley South Ward en 2007. Fue nombrado Oficial de Enlace Parlamentario hasta septiembre de 2016.

## Miembro del parlamento escocés

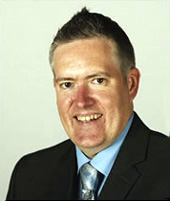
Retrato parlamentario oficial, 2011

Ganó la nueva circunscripción de Paisley en las elecciones al Parlamento escocés de 2011, con una mayoría de 248. Formó parte del Comité de Auditoría Pública, el Comité de Salud y Deportes, el Comité de Educación y Cultura y el Comité de Normas, Procedimientos y Nombramientos Públicos del Parlamento de Escocia. Comité. El 1 de octubre de 2012 fue nombrado Oficial de Enlace Parlamentario de la Secretaria de Gabinete de Educación y Aprendizaje Permanente, Angela Constance.
Adam fue reelegido para el Parlamento escocés en 2016 con una mayoría aumentada de 5.199. Fue Sénior Whip para el Grupo Parlamentario de SNP MSP, pero fue ascendido a Chief Whip en junio de 2018. Ocupó el cargo de Oficial de Enlace Parlamentario (OLP) a la Secretaría de Gabinete de Comunidades, Seguridad Social e Igualdad. Por ser miembro de la Comisión de Seguridad Social, en septiembre de 2016 se tomó la decisión de no actuar también como ayudante, para evitar posibles conflictos de intereses.
Adam fue el coordinador del Cross Party Group sobre esclerosis múltiple (EM), fue el co-coordinador del Cross Party Group (CPG) sobre comercio justo y fue miembro de las siguientes CPG: aprendizaje de adultos, aviación, cuidadores y epilepsia. También es el patrocinador de Disability Equality Scotland, una organización benéfica con sede en Alloa, que promueve el acceso total y la inclusión de las personas con discapacidad en Escocia.
Adam fue reelegido en las elecciones al Parlamento escocés de 2021 con una mayoría aumentada de 6.075. Fue nombrado por el primer ministro Nicola Sturgeon como ministro subalterno de Asuntos Parlamentarios.

## Vida personal
Adam vive en el centro de Paisley con su esposa Stacey. Debido a que su esposa Stacey tiene esclerosis múltiple (EM), ambos son miembros de la Sociedad de Esclerosis Múltiple de Escocia.
Adam es un apasionado seguidor del St Mirren F.C .. En 2016, junto con Gordon Scott, lideró una toma de posesión del club por parte de los aficionados. Adam presidió la Asociación de Aficionados Independientes de St Mirren (SMISA) que había inscrito mil miembros en junio, con el fin de pujar por el control del club. Sigue a la selección de fútbol de Escocia cuando puede.